# Анђа Бунушевац
Анђелија Бунушевац Бингулац (Ниш, 28. новембар 1900 – Сланкамен, 6. новембар 1980) била је српска новинарка и правница. Једна од првих жена новинарки у Краљевини Југославији, прва жена новинарка у Политици након Првог светског рата, а друга у петочланом низу стално запослених професионалних новинарки Политике у периоду до Априлског рата.

## Биографија
Анђелија Бунушевац рођена је 28. новембра 1900. године у Нишу. Отац Риста био је имућан трговац и власник неколико рудника у Македонији. Детињство је провела у великој породичној кући надомак Славије, у породици коју су чинили мајка Тина, сестре Радмила и Цука и брат Душко.
Студирала је Правни факултет у Београду, а за време студија почела је да се интересује за друштвени положај жена, о чему је писала у Радничким новинама. Као студенткиња писала је и за часопис Женски покрет (1922), који је афирмисао родну равноправност и женска права у свим сегментима живота. Право је дипломирала 1924. године, а потом 1926. долази у редакцију Политике. Њен први напис у Политици био је о помену италијанским војницима страдалим у Србији.
После Марије Магазиновић, која је у Политици радила пре Првог светског рата, Анђелија је друга у петочланом хронолошком низу стално запослених професионалних новинарки листа у међуратном периоду, до 1941. године. Заједно са њом у Политици су радиле њена сестра, Радмила Бунушевац, Селена Дукић и Надежда Дорошки. Писала је репортаже о деци, њиховом васпитању и образовању, а истакла се и као уредница „Женске стране” Политике. Осим тога, пратила је делатности женских удружења попут Југословенског женског савета и писала о заборављеним женским уметницама као што је Полексија Тодоровић, кћерка Матије Бана и супруга Стевана Тодоровића, за коју је рекла да је „живела свој дуги век уметнице у зачараној сенци уметности свога мужа".
Анђа Бунушевац често је својим примером преносила идеју о женској еманципацији . Била је друга жена у Србији, после краљице Марије Карађорђевић, која је положила возачки испит, те је као репортер на задатку често управљала мотоциклом с приколицом. По речима Предрага Милојевића, важила је за „једину госпођу у редакцијском саставу [Политике] која је постигла потпуну равноправност с мушкарцима”. Својим новинарским ангажманом, иницирајући од почетка продор „женских тема" у тадашњу јавну сферу, посредно је допринела формирању светоназора „модерне жене” тога доба, заснованог на подједнакој бризи о лепоти тела колико и духа, телесном здрављу колико и духовном одгоју. Водила је, са Аницом Савић Ребац, Управни одбор Удружења универзитетски образованих жена, основаног 1927. године. Удружење је било од нарочите важности у то време, када је број мушких студената био чак 4,5 пута већи од женских, а писменост жена у неким областима Краљевине Југославије попут Моравске, Вардарске и Врбаске, није прелазила ни 16 одсто.
Анђа је била удата за архитекту Николу Котура (1899 – 1937), предратног секретара СКОЈ-а. Са њим је 1931. отишла у иностранство и привремено напустила новинарство. Никола је ликвидиран у Москви током Стаљинове чистке 1937. године, а Анђа је више пута привођена на полицијска саслушања. Током Другог светског рата била је активна у СКОЈ-у, а након тога поново се враћа у Политику.
Крајем четрдесетих година поново се удала, за композитора и професора Петра Бингулца. Са њим је добила сина Николу и Станоја. Од 1950. године радила је као новинарка Жене данас, а потом је уређивала културну рубрику више година. Добитница је Сребрне плакете 1970. године.
Преминула је 6. новембра 1980. године у Сланкамену.
Део њене заоставштине налази се у Удружењу „Адлигат”, заједно са легатом њеног супруга Петра Бингулца.

## Галерија
- Накит Анђе Бунушевац Бингулац
- Петар Бингулац и Анђелија „Анђа“ Бунушевац Бингулац
- Анђелија „Анђа“ Бунушевац Бингулац